# Хали Аббас

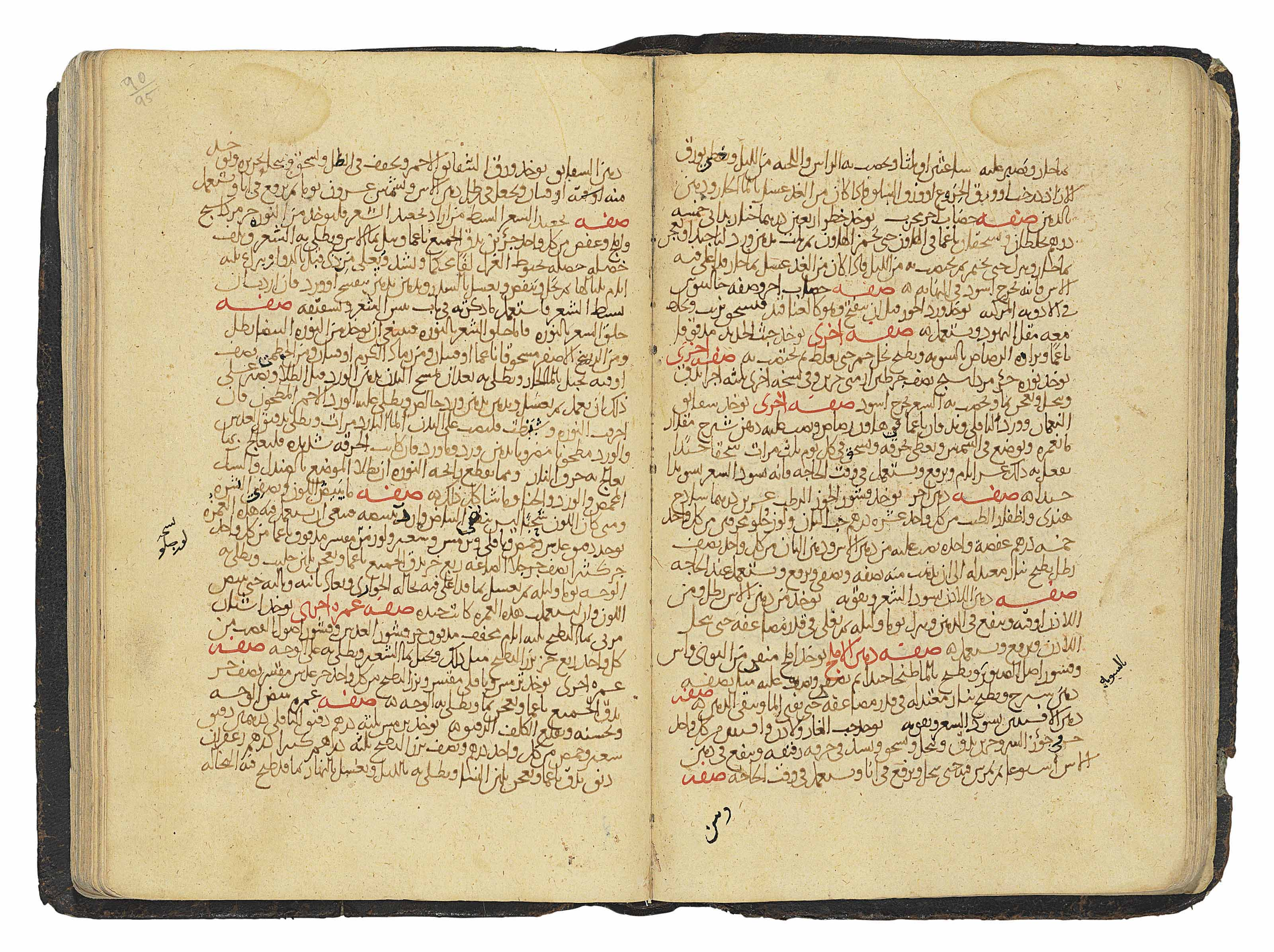
Рукопись книги аль-Маджуси «Камиль ас-Сана ат-Тиббия», копия, созданная в Иране, датированная январем — февралем 1194 года.

Али ибн Аббас (перс. علی بن عباس‎; умер между 982 и 994 годами), также латинизированный как Хали Аббас, был персидским врачом и психологом исламского Золотого века, наиболее известным по «Китаб аль-Малики» или «Полной книге врачебного искусства», своему учебнику по медицине и психологии .

## Биография
Родился в Ахвазе, на юго-западе Персии, в персидской семье и учился у шейха Абу Махера Мусы ибн Сайяра. Он считался одним из трех величайших врачей империи своего времени и стал врачом эмира Адуда ад-Даулы Фаны Хусрава из династии Бувайхидов, правившего с 949 по 983 год н. э. Эмир был большим покровителем медицины и основал больницу в Ширазе в Персии, а в 981 году — больницу Аль-Адуди в Багдаде, где работал аль-Маджуси. Его предки были зороастрийцами (отсюда нисба «аль-Маджуси»), но сам он был мусульманином . Имя его отца было Аббас, и, по словам Ираники, это не то имя, которое обычно берут неофиты, что говорит о том, что обращение в ислам произошло в поколении его бабушек и дедушек, если не раньше.

## Полное искусство медицины
Аль-Маджуси наиболее известен своим Kitāb Kāmil aṣ-Ṣināʿa aṭ-Ṭibbiyya (كتاب كامل الصناعة الطبية «Полная книга врачебного искусства»), позднее названная «Полное искусство врачевания», которую он завершил около 980 года. Он посвятил этот труд эмиру, и он стал известен как «Китаб аль-Малаки» (كتاب الملكي</link> , " Королевская книга ", или по-латыни Liber Regalis или Regalis Dispositio). Эта книга представляет собой более систематическую и краткую энциклопедию, чем « Хави „ Рази, и более практичную, чем “Канон врачебной науки» Авиценны, который её заменил. </link>
«Малики» делится на 20 сутт, из которых первые десять посвящены теории, а вторые десять — практике медицины. Вот некоторые примеры рассматриваемых тем: диетология и фармакология, элементарное представление о капиллярной системе, интересные клинические наблюдения и доказательства движений матки во время родов (например, ребёнок не выходит, а выталкивается).
В Европе частичный латинский перевод был адаптирован в виде Liber Pantegni Константином Африканским (ок. 1087 г.), который стал основополагающим текстом Schola Medica Salernitana в Салерно . Полный и гораздо лучший перевод был сделан в 1127 году Стефаном Антиохийским и напечатан в Венеции в 1492 и 1523 годах. Медицинская книга Хейли цитируется в «Кентерберийских рассказах» Чосера .

### Медицинская этика и методология исследования
В работе подчеркивается необходимость здоровых отношений между врачами и пациентами, а также важность медицинской этики . В нём также содержатся сведения о научной методологии, схожей с современными биомедицинскими исследованиями .

## Нейробиология и психология
Нейробиология и психология обсуждались в книге «Полное искусство медицины» . Он описал нейроанатомию, нейробиологию и нейрофизиологию мозга и впервые обсудил различные психические расстройства, включая сонную болезнь, потерю памяти, ипохондрию, кому, горячий и холодный менингит, вертиго, эпилепсию, любовную болезнь и гемиплегию . Он уделял больше внимания сохранению здоровья с помощью диеты и естественного лечения, чем лекарствам или препаратам, которые он считал последним средством.

## Психофизиология и психосоматическая медицина
Хали Аббас был пионером в области психофизиологии и психосоматической медицины . Он описал, как физиологические и психологические аспекты пациента могут влиять друг на друга в своей «Полной книге медицинского искусства» . Он обнаружил корреляцию между пациентами, которые были физически и психически здоровы, и теми, кто был физически и психически нездоров, и пришёл к выводу, что «радость и удовлетворение могут принести лучшее жизненное положение многим, кто в противном случае был бы больным и несчастным из-за ненужной грусти, страха, беспокойства и тревоги».